# Sergio Marcos González
Sergio Marcos González (Sacedón, Guadalajara, Castilla-La Mancha, 3 de febrero de 1992), conocido como Sergio Marcos, es un futbolista español que juega de mediocampista central en la RSD Alcalá de la Segunda Federación.

## Trayectoria
Jugó en la cantera del Atlético de Madrid.Hizo su debut en su último año con el equipo B, en Segunda División B.
En el verano de 2012 Marcos se trasladó a otro equipo de la reserva, el Villarreal CF B también en el tercer nivel. Fue nombrado capitán en el inicio de la temporada 2014-15. Marcos apareció por primera vez con el primer equipo en partidos oficiales el 15 de febrero de 2015, a partir de una derrota 2-0 en La Liga como visitante contra el Rayo Vallecano.
El 26 de julio de 2022, firma por el Hércules C. F. de la Segunda División RFEF.
Tras acabar la temporada 2022-23, el 3 de agosto de 2023 ficha por el CD Guadalajara de Segunda División RFEF.

## Clubes
| Club                         | País   | Periodo     | Partidos | Anotado |
| ---------------------------- | ------ | ----------- | -------- | ------- |
| Atlético de Madrid B         | España | 2009-2012   | 87       | 6       |
| Villarreal CF B              | España | 2012-2015   | 85       | 2       |
| CD Lugo(cedido)              | España | 2015-2016   | 30       | 1       |
| Villarreal CF                | España | 2016        | 7        | 0       |
| Real Valladolid CF           | España | 2016-2018   | 26       | 0       |
| Cultural y Deportiva Leonesa | España | 2018 - 2021 | 81       | 6       |
| Racing de Santander          | España | 2021 - 2022 | 29       | 0       |
| Hércules C. F.               | España | 2022 - 2023 | 18       | 0       |
| CD Guadalajara               | España | 2023 - 2024 | 17       | 3       |
| RSD Alcalá                   | España | 2024 -      |          |         |